# 6 germinal
6 ventôse 6 floréal
Le sextidi 6 germinal, officiellement dénommé jour de la bette, est le 186e jour de l'année du calendrier républicain.
C'était généralement le 26e jour du mois de mars dans le calendrier grégorien.